# Alexis Michiels
Alexis Michiels (Brussel, 19 december 1893 - Ukkel, 2 november 1976) was een Belgisch wielrenner. Michiels was beroepsrenner in 1918-1919.

## Palmares
1919
- Parijs-Brussel

## Resultaten in voornaamste wedstrijden
| Jaar | Ronde van Italië | Ronde van Frankrijk | Ronde van Spanje |
| ---- | ---------------- | ------------------- | ---------------- |
| 1918 |                  |                     |                  |
| 1919 |                  | opgave              |                  |

| Jaar | Parijs-Roubaix | Ronde van Lombardije | Parijs-Brussel | Parijs-Tours |
| ---- | -------------- | -------------------- | -------------- | ------------ |
| 1918 |                | 4e                   |                | Brons        |
| 1919 | 5e             |                      | Goud           |              |

- Bibliothèque nationale de France: cb16500387k (data)
- International Standard Name Identifier: 0000 0004 5097 1016
- Virtual International Authority File: 316737631